# Mestra hypermestra
Mestra hypermestra är en fjärilsart som beskrevs av Jacob Hübner 1825. Mestra hypermestra ingår i släktet Mestra och familjen praktfjärilar. Inga underarter finns listade i Catalogue of Life.